# Polska Liga Siatkówki (2006/2007)

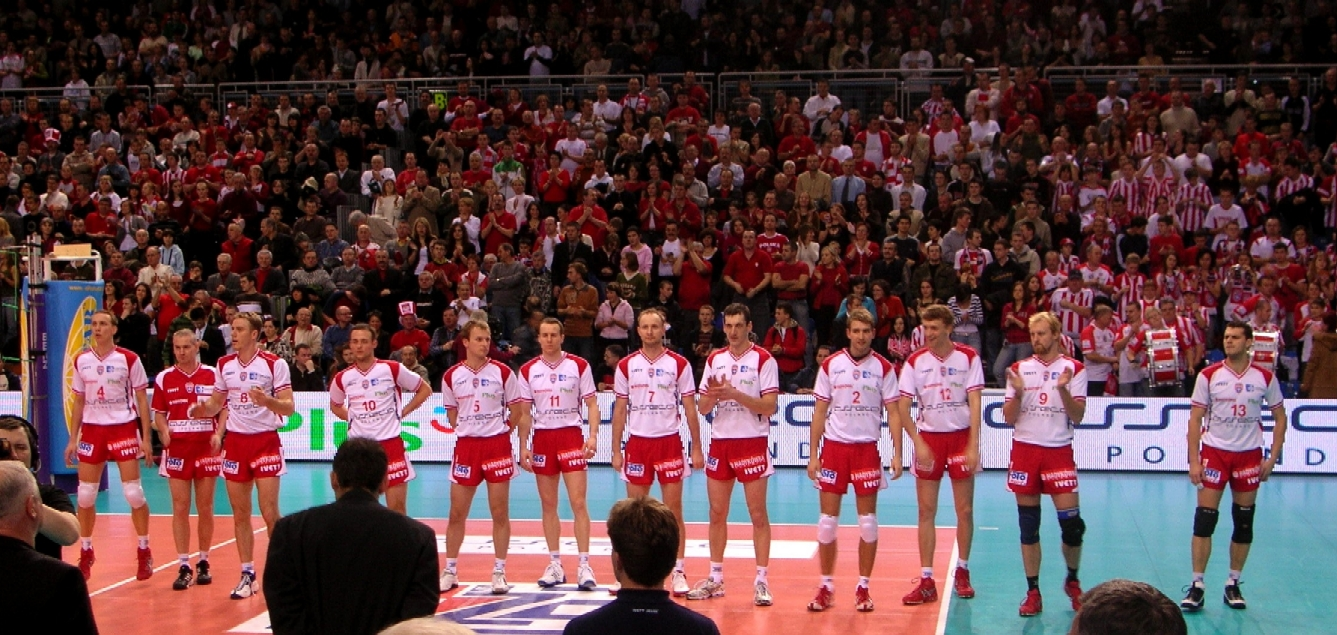
Zawodnicy Asseco Resovii Rzeszów w sezonie 2006/2007

Polska Liga Siatkówki 2006/2007 − 71. sezon mistrzostw Polski (7. sezon jako ligi profesjonalnej) organizowany przez Profesjonalną Ligę Piłki Siatkowej SA pod egidą Polskiego Związku Piłki Siatkowej. Zainaugurowany został 15 grudnia 2006 roku i trwał do 18 maja 2007 roku.
Rozgrywki składały się z fazy zasadniczej, w której uczestniczyło 10 zespołów, fazy-play-off składającej się z ćwierćfinałów, półfinałów, meczów o miejsca 5-8, meczów o 3. miejsce i finałów oraz fazy play-out, w której zespoły rywalizowały o miejsca 9-10.
Tytuł mistrza Polski po raz trzeci z rzędu zdobył klub BOT Skra Bełchatów, który w finałach fazy play-off pokonał Jastrzębski Węgiel. Brązowy medal zdobył klub PZU AZS Olsztyn. Z PLS spadła EnergiaPro Gwardia Wrocław.
W sezonie 2006/2007 w Lidze Mistrzów Polskę reprezentowała BOT Skra Bełchatów, w Pucharze Top Teams – Wkręt-met Domex AZS Częstochowa, natomiast w Pucharze CEV – Jastrzębski Węgiel oraz PZU AZS Olsztyn.

## Drużyny uczestniczące
| | Polska Liga Siatkówki 2006/2007               |   |     |
| --- | --------------------------------------------- | - | --- |
| BEŁ | BOT Skra Bełchatów                            | 1 | LM  |
| JAS | Jastrzębski Węgiel                            | 2 | CEV |
| OLS | PZU AZS Olsztyn                               | 3 | CEV |
| CZE | Wkręt-met Domex AZS Częstochowa               | 4 | TT  |
| WAR | J.W. Construction AZS Politechnika Warszawska | 5 |     |
| WRO | EnergiaPro Gwardia Wrocław                    | 6 |     |
| RZE | Asseco Resovia Rzeszów                        | 7 |     |
| KED | Mostostal-Azoty Kędzierzyn-Koźle              | 8 |     |
| | Awans z I ligi                                |   |     |
| RAD | Jadar Sport Radom                             | 1 |     |
| BYD | Delecta Bydgoszcz                             | 2 |     |
| Oznaczenia: - kolumna pierwsza – skróty nazw drużyn wpisane na mapie (jeśli ta została zamieszczona), - kolumna trzecia – miejsce zajęte przez daną drużynę w poprzednim sezonie. |                                               |   |     |

Uwagi:
- Do 21 grudnia 2006 roku EnergiaPro Gwardia Wrocław występowała pod nazwą Gwardia Wrocław[1].
- Do 9 lutego 2007 roku Asseco Resovia Rzeszów występowała pod nazwą Resovia Rzeszów[2].

## Faza zasadnicza

### Tabela wyników
| Gospodarz \ Gość1                             | BEŁ | JAS | OLS | CZE | WAR | WRO | RZE | KED | RAD | BYD |
| BOT Skra Bełchatów                            |     | 3:2 | 3:0 | 3:1 | 3:1 | 3:0 | 3:0 | 3:0 | 3:0 | 3:1 |
| Jastrzębski Węgiel                            | 1:3 |     | 1:3 | 2:3 | 3:0 | 3:0 | 0:3 | 3:1 | 3:0 | 3:0 |
| PZU AZS Olsztyn                               | 3:1 | 3:0 |     | 2:3 | 3:0 | 3:0 | 0:3 | 3:0 | 3:0 | 3:0 |
| Wkręt-met Domex AZS Częstochowa               | 2:3 | 2:3 | 1:3 |     | 2:3 | 3:0 | 3:2 | 3:1 | 3:1 | 3:0 |
| J.W. Construction AZS Politechnika Warszawska | 1:3 | 0:3 | 1:3 | 2:3 |     | 3:2 | 3:2 | 1:3 | 3:1 | 3:2 |
| EnergiaPro Gwardia Wrocław                    | 1:3 | 0:3 | 0:3 | 0:3 | 3:2 |     | 0:3 | 1:3 | 0:3 | 3:1 |
| Asseco Resovia Rzeszów                        | 0:3 | 1:3 | 3:2 | 2:3 | 3:0 | 3:1 |     | 3:2 | 1:3 | 2:3 |
| Mostostal-Azoty Kędzierzyn-Koźle              | 1:3 | 0:3 | 0:3 | 1:3 | 2:3 | 0:3 | 3:0 |     | 3:0 | 3:1 |
| Jadar Sport Radom                             | 0:3 | 3:2 | 2:3 | 3:1 | 2:3 | 3:1 | 2:3 | 0:3 |     | 3:2 |
| Delecta Bydgoszcz                             | 1:3 | 1:3 | 0:3 | 3:1 | 3:0 | 3:1 | 0:3 | 0:3 | 3:0 |     |

Źródło: PlusLiga (pol.)
1 Drużyna gospodarzy jest wymieniona po lewej stronie tabeli.
Kolory:
  zwycięstwo gospodarzy 3:0 lub 3:1
  zwycięstwo gospodarzy 3:2
  zwycięstwo gości 3:0 lub 3:1
  zwycięstwo gości 3:2

### Terminarz i wyniki spotkań
| Data        | Godz. | Gospodarz                                     | Rezultat                                | Gość                                          | Widzów |
| ----------- | ----- | --------------------------------------------- | --------------------------------------- | --------------------------------------------- | ------ |
| 1. KOLEJKA  |       |                                               |                                         |                                               |        |
| 16.12.2006  | 15:00 | Jadar Sport Radom                             | 0:3 (14:25, 18:25, 24:26)               | BOT Skra Bełchatów                            | 2500   |
| 15.12.2006  | 17:00 | Delecta Bydgoszcz                             | 1:3 (19:25, 25:23, 20:25, 20:25)        | Jastrzębski Węgiel                            | 4500   |
| 16.12.2006  | 17:00 | PZU AZS Olsztyn                               | 3:0 (25:18, 25:21, 25:18)               | Mostostal-Azoty Kędzierzyn-Koźle              | 2600   |
| 16.12.2006  | 17:00 | Wkręt-met Domex AZS Częstochowa               | 3:2 (25:21, 24:26, 25:17, 22:25, 15:6)  | Resovia Rzeszów                               | 2500   |
| 16.12.2006  | 17:00 | J.W. Construction AZS Politechnika Warszawska | 3:2 (25:23, 15:25, 12:25, 25:21, 15:13) | Gwardia Wrocław                               | 1000   |
| 2. KOLEJKA  |       |                                               |                                         |                                               |        |
| 22.12.2006  | 17:00 | Jadar Sport Radom                             | 3:1 (25:22, 24:26, 25:23, 25:22)        | EnergiaPro Gwardia Wrocław                    | 1800   |
| 22.12.2006  | 18:00 | Resovia Rzeszów                               | 3:0 (25:18, 25:19, 25:20)               | J.W. Construction AZS Politechnika Warszawska | 4000   |
| 22.12.2006  | 17:00 | Mostostal-Azoty Kędzierzyn-Koźle              | 1:3 (16:25, 22:25, 25:23, 19:25)        | Wkręt-met Domex AZS Częstochowa               | 1800   |
| 22.12.2006  | 18:00 | Delecta Bydgoszcz                             | 0:3 (19:25, 14:25, 31:33)               | PZU AZS Olsztyn                               | 4000   |
| 23.12.2006  | 15:00 | BOT Skra Bełchatów                            | 3:2 (24:26, 30:28, 25:15, 18:25, 15:10) | Jastrzębski Węgiel                            | 3000   |
| 3. KOLEJKA  |       |                                               |                                         |                                               |        |
| 30.12.2006  | 17:00 | Jastrzębski Węgiel                            | 3:0 (25:20, 25:20, 25:15)               | Jadar Sport Radom                             | 1000   |
| 29.12.2006  | 17:00 | PZU AZS Olsztyn                               | 3:1 (25:23, 23:25, 25:23, 34:32)        | BOT Skra Bełchatów                            |        |
| 30.12.2006  | 17:00 | Wkręt-met Domex AZS Częstochowa               | 3:0 (25:20, 31:29, 25:22)               | Delecta Bydgoszcz                             | 1500   |
| 30.12.2006  | 15:00 | J.W. Construction AZS Politechnika Warszawska | 1:3 (17:25, 25:15, 19:25, 21:25)        | Mostostal-Azoty Kędzierzyn-Koźle              | 1120   |
| 30.12.2006  | 18:00 | EnergiaPro Gwardia Wrocław                    | 0:3 (14:25, 25:27, 23:25)               | Resovia Rzeszów                               | 2200   |
| 4. KOLEJKA  |       |                                               |                                         |                                               |        |
| 05.01.2007  | 17:00 | Jadar Sport Radom                             | 2:3 (25:22, 22:25, 25:22, 18:25, 13:15) | Resovia Rzeszów                               | 1600   |
| 06.01.2007  | 17:00 | Mostostal-Azoty Kędzierzyn-Koźle              | 0:3 (21:25, 22:25, 25:27)               | EnergiaPro Gwardia Wrocław                    | 1800   |
| 07.01.2007  | 18:30 | Delecta Bydgoszcz                             | 3:0 (28:26, 26:24, 30:28)               | J.W. Construction AZS Politechnika Warszawska | 3200   |
| 06.01.2007  | 15:00 | BOT Skra Bełchatów                            | 3:1 (28:26, 20:25, 25:23, 27:25)        | Wkręt-met Domex AZS Częstochowa               | 3000   |
| 31.01.2007  | 20:00 | Jastrzębski Węgiel                            | 1:3 (21:25, 25:22, 20:25, 23:25)        | PZU AZS Olsztyn                               | 800    |
| 5. KOLEJKA  |       |                                               |                                         |                                               |        |
| 13.01.2007  | 17:00 | PZU AZS Olsztyn                               | 3:0 (25:22, 25:23, 25:14)               | Jadar Sport Radom                             | 2300   |
| 13.01.2007  | 15:00 | Wkręt-met Domex AZS Częstochowa               | 2:3 (23:25, 29:27, 25:21, 23:25, 12:15) | Jastrzębski Węgiel                            | 2800   |
| 13.01.2007  | 17:00 | J.W. Construction AZS Politechnika Warszawska | 1:3 (14:25, 25:20, 17:25, 26:28)        | BOT Skra Bełchatów                            | 1200   |
| 13.01.2007  | 18:00 | EnergiaPro Gwardia Wrocław                    | 3:1 (26:24, 25:19, 12:25, 25:18)        | Delecta Bydgoszcz                             | 1400   |
| 12.01.2007  | 17:00 | Resovia Rzeszów                               | 3:2 (21:25, 25:19, 23:25, 25:21, 15:13) | Mostostal-Azoty Kędzierzyn-Koźle              |        |
| 6. KOLEJKA  |       |                                               |                                         |                                               |        |
| 20.01.2007  | 17:00 | Jadar Sport Radom                             | 0:3 (20:25, 22:25, 22:25)               | Mostostal-Azoty Kędzierzyn-Koźle              | 1200   |
| 20.01.2007  | 17:00 | Delecta Bydgoszcz                             | 0:3 (23:25, 23:25, 20:25)               | Resovia Rzeszów                               | 1800   |
| 20.01.2007  | 17:00 | BOT Skra Bełchatów                            | 3:0 (25:23, 31:29, 25:19)               | EnergiaPro Gwardia Wrocław                    | 1300   |
| 19.01.2007  | 17:00 | Jastrzębski Węgiel                            | 3:0 (25:13, 26:24, 25:19)               | J.W. Construction AZS Politechnika Warszawska | 600    |
| 20.01.2007  | 15:00 | PZU AZS Olsztyn                               | 2:3 (25:21, 26:24, 22:25, 21:25, 14:16) | Wkręt-met Domex AZS Częstochowa               | 2600   |
| 7. KOLEJKA  |       |                                               |                                         |                                               |        |
| 27.01.2007  | 17:00 | Wkręt-met Domex AZS Częstochowa               | 3:1 (25:17, 21:25, 25:16, 25:21)        | Jadar Sport Radom                             |        |
| 26.01.2007  | 17:00 | J.W. Construction AZS Politechnika Warszawska | 1:3 (25:22, 21:25, 23:25, 21:25)        | PZU AZS Olsztyn                               | 1200   |
| 26.01.2007  | 18:00 | EnergiaPro Gwardia Wrocław                    | 0:3 (13:25, 12:25, 16:25)               | Jastrzębski Węgiel                            | 2600   |
| 27.01.2007  | 15:00 | Resovia Rzeszów                               | 0:3 (20:25, 22:25, 20:25)               | BOT Skra Bełchatów                            | 4500   |
| 27.01.2007  | 17:00 | Mostostal-Azoty Kędzierzyn-Koźle              | 3:1 (25:23, 19:25, 25:23, 25:21)        | Delecta Bydgoszcz                             | 1100   |
| 8. KOLEJKA  |       |                                               |                                         |                                               |        |
| 03.02.2007  | 17:00 | Jadar Sport Radom                             | 3:2 (19:25, 22:25, 25:22, 25:23, 15:11) | Delecta Bydgoszcz                             | 1500   |
| 03.02.2007  | 17:00 | BOT Skra Bełchatów                            | 3:0 (25:20, 25:20, 26:24)               | Mostostal-Azoty Kędzierzyn-Koźle              |        |
| 03.02.2007  | 15:00 | Jastrzębski Węgiel                            | 0:3 (22:25, 21:25, 22:25)               | Resovia Rzeszów                               | 850    |
| 03.02.2007  | 17:00 | PZU AZS Olsztyn                               | 3:0 (25:17, 25:19, 25:17)               | EnergiaPro Gwardia Wrocław                    | 2100   |
| 02.02.2007  | 17:00 | Wkręt-met Domex AZS Częstochowa               | 2:3 (25:19, 25:22, 18:25, 22:25, 13:15) | J.W. Construction AZS Politechnika Warszawska | 800    |
| 9. KOLEJKA  |       |                                               |                                         |                                               |        |
| 07.02.2007  | 18:00 | J.W. Construction AZS Politechnika Warszawska | 3:1 (27:25, 23:25, 25:19, 25:22)        | Jadar Sport Radom                             | 900    |
| 07.02.2007  | 18:00 | EnergiaPro Gwardia Wrocław                    | 0:3 (17:25, 16:25, 21:25)               | Wkręt-met Domex AZS Częstochowa               | 1500   |
| 07.02.2007  | 18:00 | Resovia Rzeszów                               | 3:2 (17:25, 25:23, 25:21, 20:25, 15:11) | PZU AZS Olsztyn                               | 4500   |
| 07.03.2007  | 17:45 | Mostostal-Azoty Kędzierzyn-Koźle              | 0:3 (20:25, 19:25, 20:25)               | Jastrzębski Węgiel                            | 2500   |
| 07.02.2007  | 18:00 | Delecta Bydgoszcz                             | 1:3 (23:25, 23:25, 27:25, 27:29)        | BOT Skra Bełchatów                            | 3000   |
| 10. KOLEJKA |       |                                               |                                         |                                               |        |
| 10.02.2007  | 17:00 | BOT Skra Bełchatów                            | 3:0 (25:21, 26:24, 25:19)               | Jadar Sport Radom                             | 2000   |
| 11.02.2007  | 15:00 | Jastrzębski Węgiel                            | 3:0 (25:17, 25:20, 25:17)               | Delecta Bydgoszcz                             | 600    |
| 10.02.2007  | 15:00 | Mostostal-Azoty Kędzierzyn-Koźle              | 0:3 (18:25, 23:25, 18:25)               | PZU AZS Olsztyn                               | 2000   |
| 09.02.2007  | 17:00 | Resovia Rzeszów                               | 2:3 (17:25, 27:25, 18:25, 25:21, 9:15)  | Wkręt-met Domex AZS Częstochowa               | 4500   |
| 11.02.2007  | 18:00 | EnergiaPro Gwardia Wrocław                    | 3:2 (30:28, 25:15, 23:25, 23:25, 15:11) | J.W. Construction AZS Politechnika Warszawska | 1000   |
| 11. KOLEJKA |       |                                               |                                         |                                               |        |
| 16.02.2007  | 17:00 | EnergiaPro Gwardia Wrocław                    | 0:3 (21:25, 14:25, 20:25)               | Jadar Sport Radom                             | 800    |
| 17.02.2007  | 15:00 | J.W. Construction AZS Politechnika Warszawska | 3:2 (24:26, 21:25, 25:20, 25:21, 15:11) | Asseco Resovia Rzeszów                        | 1200   |
| 17.02.2007  | 17:00 | Wkręt-met Domex AZS Częstochowa               | 3:1 (25:22, 28:30, 25:19, 25:20)        | Mostostal-Azoty Kędzierzyn-Koźle              | 1700   |
| 17.02.2007  | 17:00 | PZU AZS Olsztyn                               | 3:0 (25:17, 27:25, 25:20)               | Delecta Bydgoszcz                             | 1800   |
| 14.03.2007  | 18:00 | Jastrzębski Węgiel                            | 1:3 (21:25, 24:26, 25:21, 29:31)        | BOT Skra Bełchatów                            | 1000   |
| 12. KOLEJKA |       |                                               |                                         |                                               |        |
| 24.02.2007  | 17:00 | Jadar Sport Radom                             | 3:2 (25:22, 18:25, 19:25, 25:20, 15:10) | Jastrzębski Węgiel                            | 2000   |
| 24.02.2007  | 15:00 | BOT Skra Bełchatów                            | 3:0 (25:19, 25:21, 25:21)               | PZU AZS Olsztyn                               |        |
| 25.02.2007  | 17:00 | Delecta Bydgoszcz                             | 3:1 (25:22, 25:23, 16:25, 25:16)        | Wkręt-met Domex AZS Częstochowa               | 3000   |
| 24.02.2007  | 17:00 | Mostostal-Azoty Kędzierzyn-Koźle              | 2:3 (22:25, 25:21, 22:25, 25:21, 10:15) | J.W. Construction AZS Politechnika Warszawska | 1500   |
| 23.02.2007  | 17:00 | Asseco Resovia Rzeszów                        | 3:1 (25:18, 20:25, 26:24, 25:13)        | EnergiaPro Gwardia Wrocław                    | 3500   |
| 13. KOLEJKA |       |                                               |                                         |                                               |        |
| 28.02.2007  | 18:00 | Asseco Resovia Rzeszów                        | 1:3 (25:14, 20:25, 18:25, 22:25)        | Jadar Sport Radom                             | 4000   |
| 28.02.2007  | 18:00 | EnergiaPro Gwardia Wrocław                    | 1:3 (20:25, 25:22, 19:25, 21:25)        | Mostostal-Azoty Kędzierzyn-Koźle              | 700    |
| 28.02.2007  | 18:00 | J.W. Construction AZS Politechnika Warszawska | 3:2 (25:22, 25:22, 28:30, 23:25, 15:10) | Delecta Bydgoszcz                             | 800    |
| 28.02.2007  | 20:10 | Wkręt-met Domex AZS Częstochowa               | 2:3 (25:21, 23:25, 23:25, 25:22, 17:19) | BOT Skra Bełchatów                            | 2700   |
| 28.02.2007  | 18:00 | PZU AZS Olsztyn                               | 3:0 (25:23, 25:21, 25:18)               | Jastrzębski Węgiel                            | 2500   |
| 14. KOLEJKA |       |                                               |                                         |                                               |        |
| 03.03.2007  | 17:00 | Jadar Sport Radom                             | 2:3 (18:25, 25:23, 23:25, 25:22, 11:15) | PZU AZS Olsztyn                               | 2000   |
| 03.03.2007  | 15:00 | Jastrzębski Węgiel                            | 2:3 (25:17, 35:33, 16:25, 17:25, 13:15) | Wkręt-met Domex AZS Częstochowa               | 800    |
| 03.03.2007  | 17:00 | BOT Skra Bełchatów                            | 3:1 (25:20, 25:21, 22:25, 25:19)        | J.W. Construction AZS Politechnika Warszawska | 2000   |
| 02.03.2007  | 17:00 | Delecta Bydgoszcz                             | 3:1 (25:15, 25:18, 22:25, 25:16)        | EnergiaPro Gwardia Wrocław                    |        |
| 03.03.2007  | 17:00 | Mostostal-Azoty Kędzierzyn-Koźle              | 3:0 (25:19, 25:21, 25:19)               | Asseco Resovia Rzeszów                        | 2500   |
| 15. KOLEJKA |       |                                               |                                         |                                               |        |
| 10.03.2007  | 17:00 | Mostostal-Azoty Kędzierzyn-Koźle              | 3:0 (25:22, 25:19, 25:23)               | Jadar Sport Radom                             |        |
| 10.03.2007  | 17:00 | Asseco Resovia Rzeszów                        | 2:3 (25:22, 21:25, 25:21, 16:25, 10:15) | Delecta Bydgoszcz                             | 2800   |
| 10.03.2007  | 18:00 | EnergiaPro Gwardia Wrocław                    | 1:3 (25:23, 22:25, 21:25, 22:25)        | BOT Skra Bełchatów                            | 2700   |
| 10.03.2007  | 15:00 | J.W. Construction AZS Politechnika Warszawska | 0:3 (22:25, 23:25, 19:25)               | Jastrzębski Węgiel                            | 1200   |
| 09.03.2007  | 17:00 | Wkręt-met Domex AZS Częstochowa               | 1:3 (23:25, 25:19, 25:27, 23:25)        | PZU AZS Olsztyn                               |        |
| 16. KOLEJKA |       |                                               |                                         |                                               |        |
| 17.03.2007  | 17:00 | Jadar Sport Radom                             | 3:1 (17:25, 27:25, 25:23, 25:21)        | Wkręt-met Domex AZS Częstochowa               |        |
| 16.03.2007  | 17:00 | PZU AZS Olsztyn                               | 3:0 (25:21, 25:18, 25:18)               | J.W. Construction AZS Politechnika Warszawska | 1200   |
| 17.03.2007  | 17:00 | Jastrzębski Węgiel                            | 3:0 (25:18, 25:18, 25:19)               | EnergiaPro Gwardia Wrocław                    | 650    |
| 17.03.2007  | 15:00 | BOT Skra Bełchatów                            | 3:0 (25:15, 25:15, 29:27)               | Asseco Resovia Rzeszów                        | 2900   |
| 17.03.2007  | 18:00 | Delecta Bydgoszcz                             | 0:3 (22:25, 19:25, 24:26)               | Mostostal-Azoty Kędzierzyn-Koźle              | 2800   |
| 17. KOLEJKA |       |                                               |                                         |                                               |        |
| 21.03.2007  | 18:00 | Delecta Bydgoszcz                             | 3:0 (25:17, 26:24, 25:23)               | Jadar Sport Radom                             |        |
| 21.03.2007  | 18:00 | Mostostal-Azoty Kędzierzyn-Koźle              | 1:3 (25:22, 23:25, 20:25, 21:25)        | BOT Skra Bełchatów                            | 2500   |
| 21.03.2007  | 18:00 | Asseco Resovia Rzeszów                        | 1:3 (34:32, 21:25, 20:25, 15:25)        | Jastrzębski Węgiel                            | 4500   |
| 20.03.2007  | 18:00 | EnergiaPro Gwardia Wrocław                    | 0:3 (13:25, 12:25, 20:25)               | PZU AZS Olsztyn                               | 2500   |
| 21.03.2007  | 20:20 | J.W. Construction AZS Politechnika Warszawska | 2:3 (25:17, 25:23, 20:25, 19:25, 8:15)  | Wkręt-met Domex AZS Częstochowa               | 1200   |
| 18. KOLEJKA |       |                                               |                                         |                                               |        |
| 24.03.2007  | 17:00 | Jadar Sport Radom                             | 2:3 (25:23, 22:25, 25:18, 21:25, 12:15) | J.W. Construction AZS Politechnika Warszawska | 1000   |
| 23.03.2007  | 17:00 | Wkręt-met Domex AZS Częstochowa               | 3:0 (25:23, 25:22, 25:23)               | EnergiaPro Gwardia Wrocław                    | 1700   |
| 13.03.2007  | 18:30 | PZU AZS Olsztyn                               | 0:3 (23:25, 20:25, 25:27)               | Asseco Resovia Rzeszów                        | 1800   |
| 24.03.2007  | 15:00 | Jastrzębski Węgiel                            | 3:1 (23:25, 25:20, 25:16, 26:24)        | Mostostal-Azoty Kędzierzyn-Koźle              | 400    |
| 24.03.2007  | 17:00 | BOT Skra Bełchatów                            | 3:1 (25:21, 25:19, 22:25, 25:22)        | Delecta Bydgoszcz                             | 2000   |

### Tabela
| Lp. | Drużyna                                       | Pkt | Mecze | Mecze | Mecze | Rodzaj wyniku | Rodzaj wyniku | Rodzaj wyniku | Rodzaj wyniku | Rodzaj wyniku | Rodzaj wyniku | Sety | Sety | Sety  | Małe punkty | Małe punkty | Małe punkty |
| Lp. | Drużyna                                       | Pkt | M     | W     | P     | 3:0           | 3:1           | 3:2           | 2:3           | 1:3           | 0:3           | wyg. | prz. | stos. | zdob.       | str.        | stos.       |
| --- | --------------------------------------------- | --- | ----- | ----- | ----- | ------------- | ------------- | ------------- | ------------- | ------------- | ------------- | ---- | ---- | ----- | ----------- | ----------- | ----------- |
| 1   | BOT Skra Bełchatów                            | 49  | 18    | 17    | 1     | 7             | 8             | 2             | 0             | 1             | 0             | 52   | 15   | 3.47  | 1659        | 1490        | 1.11        |
| 2   | PZU AZS Olsztyn                               | 43  | 18    | 14    | 4     | 9             | 4             | 1             | 2             | 0             | 2             | 46   | 18   | 2.56  | 1534        | 1363        | 1.13        |
| 3   | Jastrzębski Węgiel                            | 35  | 18    | 11    | 7     | 7             | 3             | 1             | 3             | 2             | 2             | 41   | 26   | 1.58  | 1570        | 1434        | 1.09        |
| 4   | Wkręt-met Domex AZS Częstochowa               | 31  | 18    | 11    | 7     | 3             | 3             | 5             | 3             | 4             | 0             | 43   | 34   | 1.26  | 1784        | 1659        | 1.08        |
| 5   | Asseco Resovia Rzeszów                        | 28  | 18    | 9     | 9     | 5             | 1             | 3             | 4             | 2             | 3             | 37   | 34   | 1.09  | 1539        | 1574        | 0.98        |
| 6   | Mostostal-Azoty Kędzierzyn-Koźle              | 23  | 18    | 7     | 11    | 4             | 3             | 0             | 2             | 4             | 5             | 29   | 36   | 0.81  | 1443        | 1502        | 0.96        |
| 7   | Jadar Sport Radom                             | 19  | 18    | 6     | 12    | 1             | 3             | 2             | 3             | 2             | 7             | 26   | 43   | 0.6   | 1471        | 1584        | 0.93        |
| 8   | J.W. Construction AZS Politechnika Warszawska | 17  | 18    | 7     | 11    | 0             | 1             | 6             | 2             | 4             | 5             | 29   | 46   | 0.63  | 1589        | 1710        | 0.93        |
| 9   | Delecta Bydgoszcz                             | 16  | 18    | 5     | 13    | 2             | 2             | 1             | 2             | 5             | 6             | 24   | 43   | 0.56  | 1502        | 1569        | 0.96        |
| 10  | EnergiaPro Gwardia Wrocław                    | 9   | 18    | 3     | 15    | 1             | 1             | 1             | 1             | 5             | 9             | 16   | 48   | 0.33  | 1314        | 1520        | 0.86        |

Źródło: PlusLiga (pol.)
Punktacja: 3:0 i 3:1 – 3 pkt; 3:2 – 2 pkt; 2:3 – 1 pkt; 1:3 i 0:3 – 0 pkt
Zasady ustalania kolejności: 1. liczba punktów; 2. stosunek setów; 3. stosunek małych punktów; 4. bilans w bezpośrednich meczach
     Faza play-off
     Faza play-out

### Miejsca po danych kolejkach
| Asseco Resovia Rzeszów | 7  | 4  | 3  | 2  | 2  | 1  | 4  | 3  | 3  | 3  | 4  | 3  | 3  | 4  | 5  | 4  | 5  | 5  |
| BOT Skra Bełchatów | 1  | 2  | 5  | 4  | 3  | 2  | 1  | 2  | 1  | 1  | 2  | 1  | 2  | 1  | 1  | 1  | 1  | 1  |
| Delecta Bydgoszcz | 8  | 9  | 10 | 8  | 9  | 9  | 9  | 10 | 10 | 10 | 10 | 10 | 10 | 9  | 9  | 9  | 8  | 9  |
| EnergiaPro Gwardia Wrocław | 6  | 8  | 9  | 6  | 6  | 6  | 7  | 7  | 8  | 7  | 9  | 9  | 9  | 10 | 10 | 10 | 10 | 10 |
| J.W. Construction AZS Politechnika Warszawska | 5  | 7  | 8  | 10 | 10 | 10 | 10 | 9  | 7  | 8  | 6  | 6  | 6  | 8  | 8  | 8  | 9  | 8  |
| Jadar Sport Radom | 10 | 6  | 7  | 7  | 8  | 8  | 8  | 8  | 9  | 9  | 8  | 8  | 8  | 7  | 7  | 7  | 7  | 7  |
| Jastrzębski Węgiel | 3  | 5  | 4  | 5  | 4  | 4  | 3  | 4  | 5  | 5  | 5  | 5  | 5  | 5  | 3  | 3  | 3  | 3  |
| Mostostal-Azoty Kędzierzyn-Koźle | 9  | 10 | 6  | 9  | 7  | 7  | 6  | 6  | 6  | 6  | 7  | 7  | 7  | 6  | 6  | 6  | 6  | 6  |
| PZU AZS Olsztyn | 2  | 1  | 1  | 1  | 1  | 3  | 2  | 1  | 2  | 2  | 1  | 2  | 1  | 2  | 2  | 2  | 2  | 2  |
| Wkręt-met Domex AZS Częstochowa | 4  | 3  | 2  | 3  | 5  | 5  | 5  | 5  | 4  | 4  | 3  | 4  | 4  | 3  | 4  | 5  | 4  | 4  |
| Uwagi: - Zestawienie nie uwzględnia w danej kolejce meczów przełożonych na późniejsze terminy, natomiast uwzględnia mecze rozegrane awansem. Miejsce zajmowane przez drużynę, która rozegrała mniej meczów, wyróżniono kursywą, natomiast podkreśleniem – miejsce zajmowane przez drużynę, która rozegrała więcej meczów niż wynika to z numeru kolejki. |    |    |    |    |    |    |    |    |    |    |    |    |    |    |    |    |    |    |

## Faza play-off

### Drabinka
|  |              |                                               |              |                                 |              |              |              |   |                    |           |                                 |           |           |           |                    |                    |                    |                    |                    |                    |                    |        |        |        |        |
|  | Ćwierćfinały | Ćwierćfinały                                  | Ćwierćfinały | Ćwierćfinały                    | Ćwierćfinały | Ćwierćfinały | Ćwierćfinały |   |                    | Półfinały | Półfinały                       | Półfinały | Półfinały | Półfinały | Półfinały          | Półfinały          |                    |                    | Finały             | Finały             | Finały             | Finały | Finały | Finały | Finały |
|  | Ćwierćfinały | Ćwierćfinały                                  | Ćwierćfinały | Ćwierćfinały                    | Ćwierćfinały | Ćwierćfinały | Ćwierćfinały |   |                    | Półfinały | Półfinały                       | Półfinały | Półfinały | Półfinały | Półfinały          | Półfinały          |                    |                    | Finały             | Finały             | Finały             | Finały | Finały | Finały | Finały |
|  |              |                                               |              |                                 |              |              |              |   |                    |           |                                 |           |           |           |                    |                    |                    |                    |                    |                    |                    |        |        |        |        |
|  |              |                                               |              |                                 |              |              |              |   |                    |           |                                 |           |           |           |                    |                    |                    |                    |                    |                    |                    |        |        |        |        |
|  | 1            | BOT Skra Bełchatów                            | 3            | 3                               | 3            |              |              |   |                    |           |                                 |           |           |           |                    |                    |                    |                    |                    |                    |                    |        |        |        |        |
|  | 1            | BOT Skra Bełchatów                            | 3            | 3                               | 3            |              |              |   |                    |           |                                 |           |           |           |                    |                    |                    |                    |                    |                    |                    |        |        |        |        |
|  | 8            | J.W. Construction AZS Politechnika Warszawska | 0            | 1                               | 1            |              |              |   |                    |           |                                 |           |           |           |                    |                    |                    |                    |                    |                    |                    |        |        |        |        |
|  | 8            | J.W. Construction AZS Politechnika Warszawska | 0            | 1                               | 1            |              |              | 1 | BOT Skra Bełchatów | 3         | 3                               | 3         |           |           |                    |                    |                    |                    |                    |                    |                    |        |        |        |        |
|  |              |                                               |              |                                 |              |              |              | 1 | BOT Skra Bełchatów | 3         | 3                               | 3         |           |           |                    |                    |                    |                    |                    |                    |                    |        |        |        |        |
|  |              |                                               | 4            | Wkręt-met Domex AZS Częstochowa | 2            | 1            | 2            |   |                    |           |                                 |           |           |           |                    |                    |                    |                    |                    |                    |                    |        |        |        |        |
|  | 4            | Wkręt-met Domex AZS Częstochowa               | 4            | Wkręt-met Domex AZS Częstochowa | 2            | 1            | 2            | 3 | 3                  | 3         |                                 |           |           |           |                    |                    |                    |                    |                    |                    |                    |        |        |        |        |
|  | 4            | Wkręt-met Domex AZS Częstochowa               |              |                                 |              |              |              |   |                    |           |                                 |           |           |           |                    |                    |                    |                    |                    |                    |                    |        |        |        |        |
|  | 5            | Asseco Resovia Rzeszów                        | 0            | 1                               | 2            |              |              |   |                    |           |                                 |           |           |           |                    |                    |                    |                    |                    |                    |                    |        |        |        |        |
|  | 5            | Asseco Resovia Rzeszów                        | 0            | 1                               | 2            |              |              | 1 | BOT Skra Bełchatów | 0         | 3                               | 3         | 0         | 3         |                    |                    |                    |                    |                    |                    |                    |        |        |        |        |
|  |              |                                               |              |                                 |              |              |              |   |                    |           |                                 |           |           |           |                    |                    |                    |                    |                    |                    |                    |        |        |        |        |
|  |              |                                               | 3            | Jastrzębski Węgiel              | 3            | 1            | 1            | 3 | 0                  |           |                                 |           |           |           |                    |                    |                    |                    |                    |                    |                    |        |        |        |        |
|  | 2            | PZU AZS Olsztyn                               | 3            | Jastrzębski Węgiel              | 3            | 1            | 1            | 3 | 0                  | 3         | 3                               | 3         |           |           |                    |                    |                    |                    |                    |                    |                    |        |        |        |        |
|  | 2            | PZU AZS Olsztyn                               |              |                                 |              |              |              |   |                    |           |                                 | 3         |           |           |                    |                    |                    |                    |                    |                    |                    |        |        |        |        |
|  | 7            | Jadar Sport Radom                             | 1            | 0                               | 1            |              |              |   |                    |           |                                 |           |           |           |                    |                    |                    |                    |                    |                    |                    |        |        |        |        |
|  | 7            | Jadar Sport Radom                             | 1            | 0                               | 1            |              |              | 2 | PZU AZS Olsztyn    | 1         | 1                               | 3         | 0         |           | Mecze o 3. miejsce | Mecze o 3. miejsce | Mecze o 3. miejsce | Mecze o 3. miejsce | Mecze o 3. miejsce | Mecze o 3. miejsce | Mecze o 3. miejsce |        |        |        |        |
|  |              |                                               |              |                                 |              |              |              | 2 | PZU AZS Olsztyn    | 1         | 1                               | 3         | 0         |           | Mecze o 3. miejsce | Mecze o 3. miejsce | Mecze o 3. miejsce | Mecze o 3. miejsce | Mecze o 3. miejsce | Mecze o 3. miejsce | Mecze o 3. miejsce |        |        |        |        |
|  |              |                                               | 3            | Jastrzębski Węgiel              | 3            | 3            | 0            | 3 |                    |           |                                 |           |           |           |                    |                    |                    |                    |                    |                    |                    |        |        |        |        |
|  | 3            | Jastrzębski Węgiel                            | 3            | Jastrzębski Węgiel              | 3            | 3            | 0            | 3 | 3                  | 1         | 1                               | 3         | 3         |           |                    |                    |                    |                    |                    |                    |                    |        |        |        |        |
|  | 3            | Jastrzębski Węgiel                            |              |                                 |              |              |              |   |                    |           |                                 | 3         | 3         | 2         | PZU AZS Olsztyn    | 3                  | 3                  | 2                  | 3                  |                    |                    |        |        |        |        |
|  | 6            | Mostostal-Azoty Kędzierzyn-Koźle              | 0            | 3                               | 3            | 2            | 0            |   |                    |           |                                 |           |           | 2         | PZU AZS Olsztyn    | 3                  | 3                  | 2                  | 3                  |                    |                    |        |        |        |        |
|  | 6            | Mostostal-Azoty Kędzierzyn-Koźle              | 0            | 3                               | 3            | 2            | 0            |   |                    | 4         | Wkręt-met Domex AZS Częstochowa | 1         | 0         | 3         | 0                  |                    |                    |                    |                    |                    |                    |        |        |        |        |
|  |              |                                               |              |                                 |              |              |              |   |                    | 4         | Wkręt-met Domex AZS Częstochowa | 1         | 0         | 3         | 0                  |                    |                    |                    |                    |                    |                    |        |        |        |        |

|  |                     |                                               |                     |                                  |                     |                    |   |                    |                        |                    |                    |                    |
|  | Mecze o miejsca 5-8 | Mecze o miejsca 5-8                           | Mecze o miejsca 5-8 | Mecze o miejsca 5-8              | Mecze o miejsca 5-8 |                    |   | Mecze o 5. miejsce | Mecze o 5. miejsce     | Mecze o 5. miejsce | Mecze o 5. miejsce | Mecze o 5. miejsce |
|  | Mecze o miejsca 5-8 | Mecze o miejsca 5-8                           | Mecze o miejsca 5-8 | Mecze o miejsca 5-8              | Mecze o miejsca 5-8 |                    |   | Mecze o 5. miejsce | Mecze o 5. miejsce     | Mecze o 5. miejsce | Mecze o 5. miejsce | Mecze o 5. miejsce |
|  |                     |                                               |                     |                                  |                     |                    |   |                    |                        |                    |                    |                    |
|  |                     |                                               |                     |                                  |                     |                    |   |                    |                        |                    |                    |                    |
|  | 5                   | Asseco Resovia Rzeszów                        | 1                   | 3                                | 3                   |                    |   |                    |                        |                    |                    |                    |
|  | 5                   | Asseco Resovia Rzeszów                        | 1                   | 3                                | 3                   |                    |   |                    |                        |                    |                    |                    |
|  | 8                   | J.W. Construction AZS Politechnika Warszawska | 3                   | 2                                | 0                   |                    |   |                    |                        |                    |                    |                    |
|  | 8                   | J.W. Construction AZS Politechnika Warszawska | 3                   | 2                                | 0                   |                    |   | 5                  | Asseco Resovia Rzeszów | 1                  | 3                  | 3                  |
|  |                     |                                               |                     |                                  |                     |                    |   | 5                  | Asseco Resovia Rzeszów | 1                  | 3                  | 3                  |
|  |                     |                                               | 6                   | Mostostal-Azoty Kędzierzyn-Koźle | 3                   | 1                  | 2 |                    |                        |                    |                    |                    |
|  | 6                   | Mostostal-Azoty Kędzierzyn-Koźle              | 6                   | Mostostal-Azoty Kędzierzyn-Koźle | 3                   | 1                  | 2 | 3                  | 1                      | 3                  |                    |                    |
|  | 6                   | Mostostal-Azoty Kędzierzyn-Koźle              |                     |                                  |                     |                    |   |                    |                        | 3                  |                    |                    |
|  | 7                   | Jadar Sport Radom                             | 1                   | 3                                | 0                   |                    |   |                    |                        |                    |                    |                    |
|  | 7                   | Jadar Sport Radom                             | 1                   | 3                                | 0                   | Mecze o 7. miejsce |   |                    |                        |                    |                    |                    |
|  |                     |                                               |                     |                                  |                     |                    |   |                    |                        |                    |                    |                    |
|  |                     |                                               |                     |                                  |                     |                    |   |                    |                        |                    |                    |                    |
|  |                     |                                               |                     |                                  |                     |                    |   |                    |                        |                    |                    |                    |
|  | 7                   | Jadar Sport Radom                             | 3                   | 3                                |                     |                    |   |                    |                        |                    |                    |                    |
|  | 7                   | Jadar Sport Radom                             | 3                   | 3                                |                     |                    |   |                    |                        |                    |                    |                    |
|  | 8                   | J.W. Construction AZS Politechnika Warszawska | 1                   | 1                                |                     |                    |   |                    |                        |                    |                    |                    |
|  | 8                   | J.W. Construction AZS Politechnika Warszawska | 1                   | 1                                |                     |                    |   |                    |                        |                    |                    |                    |

### I runda

#### Ćwierćfinały
(do trzech zwycięstw)
| Data                                | Godz.                               | Gospodarz                                     | Rezultat                                | Gość                                              | Widzów                                            |
| ----------------------------------- | ----------------------------------- | --------------------------------------------- | --------------------------------------- | ------------------------------------------------- | ------------------------------------------------- |
| BOT Skra Bełchatów (1)              | BOT Skra Bełchatów (1)              | BOT Skra Bełchatów (1)                        | 3 – 0                                   | (8) J.W. Construction AZS Politechnika Warszawska | (8) J.W. Construction AZS Politechnika Warszawska |
| 29.03.2007                          | 18:00                               | BOT Skra Bełchatów                            | 3:0 (25:17, 25:19, 25:19)               | J.W. Construction AZS Politechnika Warszawska     | 1800                                              |
| 30.03.2007                          | 18:00                               | BOT Skra Bełchatów                            | 3:1 (25:19, 20:25, 25:23, 25:23)        | J.W. Construction AZS Politechnika Warszawska     | 1500                                              |
| 04.04.2007                          | 18:00                               | J.W. Construction AZS Politechnika Warszawska | 1:3 (23:25, 25:19, 17:25, 22:25)        | BOT Skra Bełchatów                                | 1150                                              |
| Wkręt-met Domex AZS Częstochowa (4) | Wkręt-met Domex AZS Częstochowa (4) | Wkręt-met Domex AZS Częstochowa (4)           | 3 – 0                                   | (5) Asseco Resovia Rzeszów                        | (5) Asseco Resovia Rzeszów                        |
| 30.03.2007                          | 17:00                               | Wkręt-met Domex AZS Częstochowa               | 3:0 (25:18, 25:18, 25:19)               | Asseco Resovia Rzeszów                            | 1400                                              |
| 31.03.2007                          | 17:00                               | Wkręt-met Domex AZS Częstochowa               | 3:1 (25:14, 29:27, 18:25, 25:18)        | Asseco Resovia Rzeszów                            | 1700                                              |
| 05.04.2007                          | 20:15                               | Asseco Resovia Rzeszów                        | 2:3 (26:24, 24:26, 20:25, 25:23, 13:15) | Wkręt-met Domex AZS Częstochowa                   | 2500                                              |
| PZU AZS Olsztyn (2)                 | PZU AZS Olsztyn (2)                 | PZU AZS Olsztyn (2)                           | 3 – 0                                   | (7) Jadar Sport Radom                             | (7) Jadar Sport Radom                             |
| 30.03.2007                          | 18:00                               | PZU AZS Olsztyn                               | 3:1 (25:15, 29:27, 19:25, 25:17)        | Jadar Sport Radom                                 | 1200                                              |
| 31.03.2007                          | 17:00                               | PZU AZS Olsztyn                               | 3:0 (25:13, 29:27, 25:10)               | Jadar Sport Radom                                 | 1000                                              |
| 06.04.2007                          | 17:00                               | Jadar Sport Radom                             | 1:3 (19:25, 23:25, 27:25, 24:26)        | PZU AZS Olsztyn                                   | 800                                               |
| Jastrzębski Węgiel (3)              | Jastrzębski Węgiel (3)              | Jastrzębski Węgiel (3)                        | 3 – 2                                   | (6) Mostostal-Azoty Kędzierzyn-Koźle              | (6) Mostostal-Azoty Kędzierzyn-Koźle              |
| 30.03.2007                          | 17:00                               | Jastrzębski Węgiel                            | 3:0 (25:12, 25:17, 25:21)               | Mostostal-Azoty Kędzierzyn-Koźle                  | 500                                               |
| 31.03.2007                          | 15:00                               | Jastrzębski Węgiel                            | 1:3 (22:25, 25:19, 22:25, 27:29)        | Mostostal-Azoty Kędzierzyn-Koźle                  | 500                                               |
| 06.04.2007                          | 18:00                               | Mostostal-Azoty Kędzierzyn-Koźle              | 3:1 (22:25, 29:27, 25:18, 25:21)        | Jastrzębski Węgiel                                | 2000                                              |
| 07.04.2007                          | 15:00                               | Mostostal-Azoty Kędzierzyn-Koźle              | 2:3 (17:25, 28:26, 22:25, 25:18, 14:16) | Jastrzębski Węgiel                                | 3000                                              |
| 18.04.2007                          | 18:00                               | Jastrzębski Węgiel                            | 3:0 (25:23, 25:15, 25:21)               | Mostostal-Azoty Kędzierzyn-Koźle                  | 1000                                              |

### II runda

#### Półfinały
(do trzech zwycięstw)
| Data                   | Godz.                  | Gospodarz                       | Rezultat                                | Gość                                | Widzów                              |
| ---------------------- | ---------------------- | ------------------------------- | --------------------------------------- | ----------------------------------- | ----------------------------------- |
| BOT Skra Bełchatów (1) | BOT Skra Bełchatów (1) | BOT Skra Bełchatów (1)          | 3 – 0                                   | (4) Wkręt-met Domex AZS Częstochowa | (4) Wkręt-met Domex AZS Częstochowa |
| 19.04.2007             | 18:00                  | BOT Skra Bełchatów              | 3:2 (25:20, 19:25, 25:22, 21:25, 16:14) | Wkręt-met Domex AZS Częstochowa     |                                     |
| 20.04.2007             | 17:00                  | BOT Skra Bełchatów              | 3:1 (20:25, 25:18, 25:16, 25:18)        | Wkręt-met Domex AZS Częstochowa     |                                     |
| 26.04.2007             | 18:00                  | Wkręt-met Domex AZS Częstochowa | 2:3 (25:22, 25:19, 23:25, 24:26, 13:15) | BOT Skra Bełchatów                  | 3600                                |
| PZU AZS Olsztyn (2)    | PZU AZS Olsztyn (2)    | PZU AZS Olsztyn (2)             | 1 – 3                                   | (3) Jastrzębski Węgiel              | (3) Jastrzębski Węgiel              |
| 21.04.2007             | 15:00                  | PZU AZS Olsztyn                 | 1:3 (23:25, 21:25, 25:21, 20:25)        | Jastrzębski Węgiel                  | 2600                                |
| 22.04.2007             | 15:00                  | PZU AZS Olsztyn                 | 1:3 (25:19, 29:31, 20:25, 20:25)        | Jastrzębski Węgiel                  | 2600                                |
| 27.04.2007             | 17:00                  | Jastrzębski Węgiel              | 0:3 (23:25, 21:25, 14:25)               | PZU AZS Olsztyn                     | 800                                 |
| 28.04.2007             | 15:00                  | Jastrzębski Węgiel              | 3:0 (25:22, 25:20, 25:15)               | PZU AZS Olsztyn                     | 800                                 |

#### Mecze o miejsca 5-8
(do dwóch zwycięstw)
| Data                                 | Godz.                                | Gospodarz                                     | Rezultat                                | Gość                                              | Widzów                                            |
| ------------------------------------ | ------------------------------------ | --------------------------------------------- | --------------------------------------- | ------------------------------------------------- | ------------------------------------------------- |
| Asseco Resovia Rzeszów (5)           | Asseco Resovia Rzeszów (5)           | Asseco Resovia Rzeszów (5)                    | 2 – 1                                   | (8) J.W. Construction AZS Politechnika Warszawska | (8) J.W. Construction AZS Politechnika Warszawska |
| 21.04.2007                           | 17:00                                | J.W. Construction AZS Politechnika Warszawska | 3:1 (23:25, 25:23, 25:21, 25:22)        | Asseco Resovia Rzeszów                            | 800                                               |
| 27.04.2007                           | 17:00                                | Asseco Resovia Rzeszów                        | 3:2 (25:27, 25:21, 25:16, 19:25, 15:11) | J.W. Construction AZS Politechnika Warszawska     | 1200                                              |
| 28.04.2007                           | 16:00                                | Asseco Resovia Rzeszów                        | 3:0 (25:18, 25:17, 25:19)               | J.W. Construction AZS Politechnika Warszawska     | 995                                               |
| Mostostal-Azoty Kędzierzyn-Koźle (6) | Mostostal-Azoty Kędzierzyn-Koźle (6) | Mostostal-Azoty Kędzierzyn-Koźle (6)          | 2 – 1                                   | (7) Jadar Sport Radom                             | (7) Jadar Sport Radom                             |
| 21.04.2007                           | 17:00                                | Jadar Sport Radom                             | 1:3 (17:25, 25:17, 17:25, 23:25)        | Mostostal-Azoty Kędzierzyn-Koźle                  |                                                   |
| 28.04.2007                           | 15:00                                | Mostostal-Azoty Kędzierzyn-Koźle              | 1:3 (21:25, 20:25, 26:24, 23:25)        | Jadar Sport Radom                                 | 650                                               |
| 29.04.2007                           | 15:00                                | Mostostal-Azoty Kędzierzyn-Koźle              | 3:0 (25:22, 25:19, 25:20)               | Jadar Sport Radom                                 | 650                                               |

### III runda

#### Finały
(do trzech zwycięstw)
| Data                   | Godz.                  | Gospodarz              | Rezultat                         | Gość                   | Widzów                 |
| ---------------------- | ---------------------- | ---------------------- | -------------------------------- | ---------------------- | ---------------------- |
| BOT Skra Bełchatów (1) | BOT Skra Bełchatów (1) | BOT Skra Bełchatów (1) | 3 – 2                            | (3) Jastrzębski Węgiel | (3) Jastrzębski Węgiel |
| 04.05.2007             | 17:00                  | BOT Skra Bełchatów     | 0:3 (23:25, 23:25, 20:25)        | Jastrzębski Węgiel     | 2700                   |
| 05.05.2007             | 15:00                  | BOT Skra Bełchatów     | 3:1 (25:18, 20:25, 27:25, 25:20) | Jastrzębski Węgiel     | 2800                   |
| 11.05.2007             | 17:00                  | Jastrzębski Węgiel     | 1:3 (23:25, 19:25, 26:24, 23:25) | BOT Skra Bełchatów     | 1000                   |
| 12.05.2007             | 15:00                  | Jastrzębski Węgiel     | 3:0 (28:26, 25:21, 25:20)        | BOT Skra Bełchatów     | 1000                   |
| 18.05.2007             | 17:00                  | BOT Skra Bełchatów     | 3:0 (27:25, 28:26, 25:18)        | Jastrzębski Węgiel     | 3000                   |

#### Mecze o 3. miejsce
(do trzech zwycięstw)
| Data                | Godz.               | Gospodarz                       | Rezultat                               | Gość                                | Widzów                              |
| ------------------- | ------------------- | ------------------------------- | -------------------------------------- | ----------------------------------- | ----------------------------------- |
| PZU AZS Olsztyn (2) | PZU AZS Olsztyn (2) | PZU AZS Olsztyn (2)             | 3 – 1                                  | (4) Wkręt-met Domex AZS Częstochowa | (4) Wkręt-met Domex AZS Częstochowa |
| 04.05.2007          | 18:00               | PZU AZS Olsztyn                 | 3:1 (25:20, 21:25, 25:21, 25:21)       | Wkręt-met Domex AZS Częstochowa     | 1100                                |
| 05.05.2007          | 17:00               | PZU AZS Olsztyn                 | 3:0 (27:25, 30:28, 25:19)              | Wkręt-met Domex AZS Częstochowa     | 800                                 |
| 11.05.2007          | 19:00               | Wkręt-met Domex AZS Częstochowa | 3:2 (21:25, 17:25, 25:21, 26:24, 15:6) | PZU AZS Olsztyn                     | 1500                                |
| 12.05.2007          | 17:00               | Wkręt-met Domex AZS Częstochowa | 0:3 (27:29, 22:25, 22:25)              | PZU AZS Olsztyn                     | 1300                                |

#### Mecze o 5. miejsce
(do dwóch zwycięstw)
| Data                       | Godz.                      | Gospodarz                        | Rezultat                               | Gość                                 | Widzów                               |
| -------------------------- | -------------------------- | -------------------------------- | -------------------------------------- | ------------------------------------ | ------------------------------------ |
| Asseco Resovia Rzeszów (5) | Asseco Resovia Rzeszów (5) | Asseco Resovia Rzeszów (5)       | 2 – 1                                  | (6) Mostostal-Azoty Kędzierzyn-Koźle | (6) Mostostal-Azoty Kędzierzyn-Koźle |
| 05.05.2007                 | 19:00                      | Mostostal-Azoty Kędzierzyn-Koźle | 3:1 (25:21, 22:25, 25:23, 25:20)       | Asseco Resovia Rzeszów               | 1200                                 |
| 11.05.2007                 | 18:00                      | Asseco Resovia Rzeszów           | 3:1 (25:18, 18:25, 25:14, 25:17)       | Mostostal-Azoty Kędzierzyn-Koźle     | 2000                                 |
| 12.05.2007                 | 17:00                      | Asseco Resovia Rzeszów           | 3:2 (29:27, 21:25, 25:20, 18:25, 15:6) | Mostostal-Azoty Kędzierzyn-Koźle     | 2000                                 |

#### Mecze o 7. miejsce
(do dwóch zwycięstw)
| Data                  | Godz.                 | Gospodarz                                     | Rezultat                         | Gość                                              | Widzów                                            |
| --------------------- | --------------------- | --------------------------------------------- | -------------------------------- | ------------------------------------------------- | ------------------------------------------------- |
| Jadar Sport Radom (7) | Jadar Sport Radom (7) | Jadar Sport Radom (7)                         | 2 – 0                            | (8) J.W. Construction AZS Politechnika Warszawska | (8) J.W. Construction AZS Politechnika Warszawska |
| 06.05.2007            | 17:00                 | J.W. Construction AZS Politechnika Warszawska | 1:3 (20:25, 28:26, 19:25, 17:25) | Jadar Sport Radom                                 | 450                                               |
| 10.05.2007            | 17:00                 | Jadar Sport Radom                             | 3:1 (19:25, 25:18, 33:31, 25:22) | J.W. Construction AZS Politechnika Warszawska     | 700                                               |

## Faza play-out

### Mecze o 9. miejsce
(do czterech zwycięstw)
| Data                  | Godz.                 | Gospodarz                  | Rezultat                                | Gość                            | Widzów                          |
| --------------------- | --------------------- | -------------------------- | --------------------------------------- | ------------------------------- | ------------------------------- |
| Delecta Bydgoszcz (9) | Delecta Bydgoszcz (9) | Delecta Bydgoszcz (9)      | 4 – 0                                   | (10) EnergiaPro Gwardia Wrocław | (10) EnergiaPro Gwardia Wrocław |
| 19.04.2007            | 18:00                 | Delecta Bydgoszcz          | 3:0 (25:18, 25:22, 25:20)               | EnergiaPro Gwardia Wrocław      | 1200                            |
| 25.04.2007            | 18:00                 | EnergiaPro Gwardia Wrocław | 0:3 (24:26, 22:25, 21:25)               | Delecta Bydgoszcz               | 500                             |
| 04.05.2007            | 18:00                 | Delecta Bydgoszcz          | 3:1 (22:25, 28:26, 25:21, 25:18)        | EnergiaPro Gwardia Wrocław      | 900                             |
| 05.05.2007            | 18:00                 | Delecta Bydgoszcz          | 3:2 (25:27, 26:24, 23:25, 25:15, 16:14) | EnergiaPro Gwardia Wrocław      | 800                             |

## Baraże
(do trzech zwycięstw)
| Data              | Godz.             | Gospodarz         | Rezultat                                | Gość              | Widzów         |
| ----------------- | ----------------- | ----------------- | --------------------------------------- | ----------------- | -------------- |
| Delecta Bydgoszcz | Delecta Bydgoszcz | Delecta Bydgoszcz | 3 – 0                                   | VKS Joker Piła    | VKS Joker Piła |
| 07.06.2007        | 18:00             | Delecta Bydgoszcz | 3:2 (21:25, 25:20, 25:22, 29:31, 15:11) | VKS Joker Piła    |                |
| 08.06.2007        | 18:00             | Delecta Bydgoszcz | 3:2 (25:23, 25:20, 25:23)               | VKS Joker Piła    |                |
| 15.06.2007        | 17:00             | VKS Joker Piła    | 2:3 (16:25, 25:21, 20:25, 25:16, 20:22) | Delecta Bydgoszcz |                |

## Klasyfikacja końcowa
| Lp. | Drużyna                                       |
| --- | --------------------------------------------- |
| 1   | BOT Skra Bełchatów                            |
| 2   | Jastrzębski Węgiel                            |
| 3   | PZU AZS Olsztyn                               |
| 4   | Wkręt-met Domex AZS Częstochowa               |
| 5   | Asseco Resovia Rzeszów                        |
| 6   | Mostostal-Azoty Kędzierzyn-Koźle              |
| 7   | Jadar Sport Radom                             |
| 8   | J.W. Construction AZS Politechnika Warszawska |
| 9   | Delecta Bydgoszcz                             |
| 10  | EnergiaPro Gwardia Wrocław                    |

| Mistrzostwo                |
| -------------------------- |
| BOT Skra Bełchatów         |
| Puchar                     |
| BOT Skra Bełchatów         |
| Spadek do I ligi           |
| EnergiaPro Gwardia Wrocław |
| Awans z I ligi             |
| Płomień Sosnowiec          |

## Składy drużyn
| Nr | Imię i nazwisko    | Rok urodzenia | Wzrost (w cm) | Pozycja      |
| -- | ------------------ | ------------- | ------------- | ------------ |
| 1  | Maciej Dobrowolski | 1977          | 190           | rozgrywający |
| 2  | Mariusz Wlazły     | 1983          | 195           | atakujący    |
| 3  | Krzysztof Stelmach | 1967          | 199           | przyjmujący  |
| 4  | Piotr Gruszka      | 1977          | 206           | przyjmujący  |
| 5  | Janne Heikkinen    | 1976          | 204           | środkowy     |
| 6  | Dan Lewis          | 1977          | 194           | przyjmujący  |
| 7  | Ewgeni Iwanow      | 1974          | 210           | środkowy     |
| 9  | Paweł Maciejewicz  | 1980          | 198           | atakujący    |
| 10 | Robert Milczarek   | 1983          | 188           | przyjmujący  |
| 14 | Radosław Wnuk      | 1977          | 207           | środkowy     |
| 15 | Bartłomiej Neroj   | 1984          | 200           | rozgrywający |
| 16 | Krzysztof Ignaczak | 1978          | 187           | libero       |
| 17 | Michał Chadała     | 1977          | 196           | przyjmujący  |

| Nr | Imię i nazwisko    | Rok urodzenia | Wzrost (w cm) | Pozycja      |
| -- | ------------------ | ------------- | ------------- | ------------ |
| 1  | Tomasz Kusior      | 1987          | 210           | środkowy     |
| 2  | Geir Eithun        | 1979          | 199           | przyjmujący  |
| 3  | Sławomir Szczygieł | 1978          | 202           | środkowy     |
| 4  | Grzegorz Pilarz    | 1980          | 189           | rozgrywający |
| 5  | Tomasz Kozłowski   | 1979          | 192           | rozgrywający |
| 6  | Dušan Kubica       | 1972          | 186           | libero       |
| 7  | Tomasz Kamuda      | 1976          | 197           | atakujący    |
| 8  | Michał Kaczmarek   | 1984          | 200           | środkowy     |
| 9  | Karel Kvasnička    | 1976          | 197           | przyjmujący  |
| 10 | Wojciech Gradowski | 1980          | 191           | przyjmujący  |
| 11 | Tomasz Józefacki   | 1980          | 192           | atakujący    |
| 12 | Łukasz Perłowski   | 1980          | 203           | środkowy     |
| 13 | Piotr Łuka         | 1980          | 191           | libero       |

| Nr | Imię i nazwisko      | Rok urodzenia | Wzrost (w cm) | Pozycja      |
| -- | -------------------- | ------------- | ------------- | ------------ |
| 1  | Tomasz Kowalczyk     | 1976          | 198           | środkowy     |
| 2  | Tomasz Drzyzga       | 1985          | 188           | przyjmujący  |
| 3  | Pavel Chudík         | 1974          | 190           | rozgrywający |
| 4  | Wojciech Jurkiewicz  | 1977          | 205           | środkowy     |
| 5  | Paweł Pietkiewicz    | 1986          | 190           | przyjmujący  |
| 6  | Radosław Maciejewicz | 1976          | 188           | libero       |
| 7  | Radosław Rybak       | 1973          | 196           | atakujący    |
| 9  | Marcin Drabkowski    | 1977          | 184           | rozgrywający |
| 10 | Mark Siebeck         | 1975          | 195           | przyjmujący  |
| 11 | Anton Kulikowski     | 1982          | 198           | przyjmujący  |
| 12 | Piotr Szulc          | 1976          | 191           | przyjmujący  |
| 14 | Marcin Malicki       | 1983          | 197           | atakujący    |
| 15 | Jarosław Różański    | 1986          | 200           | środkowy     |
| 16 | Tomasz Wieczorek     | 1982          | 198           | środkowy     |
| 17 | Grzegorz Łomacz      | 1987          | 187           | rozgrywający |
| 18 | Damian Wojtaszek     | 1988          | 180           | libero       |

| Nr | Imię i nazwisko      | Rok urodzenia | Wzrost (w cm) | Pozycja      |
| -- | -------------------- | ------------- | ------------- | ------------ |
| 1  | Rafał Matusiak       | 1980          | 195           | przyjmujący  |
| 2  | Krzysztof Kocik      | 1979          | 195           | przyjmujący  |
| 4  | Wojciech Kaźmierczak | 1982          | 199           | środkowy     |
| 5  | Andrew Grant         | 1985          | 204           | środkowy     |
| 6  | Adam Nowik           | 1975          | 205           | środkowy     |
| 7  | Artur Hoffman        | 1977          | 182           | rozgrywający |
| 8  | Tomasz Borczyński    | 1975          | 186           | rozgrywający |
| 9  | Wojciech Kozłowski   | 1989          | 195           | przyjmujący  |
| 10 | Stanislav Vartovník  | 1978          | 197           | przyjmujący  |
| 11 | Kamil Kacprzak       | 1984          | 196           | przyjmujący  |
| 12 | Rafał Kwasowski      | 1971          | 195           | libero       |
| 13 | Marcin Olichwer      | 1982          | 196           | atakujący    |
| 14 | Tomasz Knasiecki     | 1980          | 185           | libero       |

| Nr | Imię i nazwisko          | Rok urodzenia | Wzrost (w cm) | Pozycja        |
| -- | ------------------------ | ------------- | ------------- | -------------- |
| 1  | Rafał Jarząbski          | 1984          | 201           | środkowy       |
| 3  | Maciej Krupnik           | 1971          | 196           | środkowy       |
| 5  | Mariusz Dutkiewicz       | 1975          | 180           | rozgrywający   |
| 6  | Piotr Marciniak          | 1986          | 197           | rozgrywający   |
| 7  | Bartosz Janeczek         | 1986          | 198           | przyjęcie/atak |
| 8  | Radosław Szymczak        | 1982          | 188           | libero         |
| 10 | Jędrzej Śląski           | 1987          | 203           | środkowy       |
| 11 | Marcin Ciesielski        | 1982          | 195           | przyjmujący    |
| 12 | Roman Gulczyński         | 1983          | 194           | atakujący      |
| 13 | Martin Sopko             | 1982          | 197           | przyjmujący    |
| 16 | Aleksander Januszkiewicz | 1979          | 200           | środkowy       |

| Nr | Imię i nazwisko     | Rok urodzenia | Wzrost (w cm) | Pozycja      |
| -- | ------------------- | ------------- | ------------- | ------------ |
| 1  | Jarosław Macionczyk | 1979          | 190           | rozgrywający |
| 2  | Dallas Soonias      | 1984          | 202           | atakujący    |
| 3  | Krzysztof Niedziela | 1978          | 194           | atakujący    |
| 4  | Maciej Pawliński    | 1983          | 190           | przyjmujący  |
| 5  | Wojciech Żaliński   | 1988          | 193           | przyjmujący  |
| 6  | Marcin Kocik        | 1979          | 196           | przyjmujący  |
| 7  | Přemysl Obdržálek   | 1977          | 194           | libero       |
| 9  | Krzysztof Makaryk   | 1980          | 198           | rozgrywający |
| 10 | Thomas Malcik       | 1975          | 190           | rozgrywający |
| 12 | Grzegorz Kokociński | 1981          | 195           | środkowy     |
| 13 | Sebastian Pęcherz   | 1985          | 194           | przyjmujący  |
| 14 | Marcin Owczarski    | 1980          | 199           | atakujący    |
| 16 | Arkadiusz Terlecki  | 1980          | 201           | środkowy     |

| Nr | Imię i nazwisko       | Rok urodzenia | Wzrost (w cm) | Pozycja      |
| -- | --------------------- | ------------- | ------------- | ------------ |
| 1  | Daniel Pliński        | 1978          | 205           | środkowy     |
| 3  | Przemysław Michalczyk | 1973          | 191           | przyjmujący  |
| 5  | Igor Yudin            | 1987          | 198           | atakujący    |
| 6  | Dawid Murek           | 1977          | 196           | przyjmujący  |
| 7  | Paweł Rusek           | 1983          | 183           | libero       |
| 8  | Jakub Bednaruk        | 1976          | 188           | rozgrywający |
| 9  | Michał Kamiński       | 1987          | 208           | atakujący    |
| 10 | Grzegorz Szymański    | 1978          | 202           | atakujący    |
| 11 | Łukasz Kadziewicz     | 1980          | 206           | środkowy     |
| 12 | Nikołaj Iwanow        | 1972          | 192           | rozgrywający |
| 14 | Paweł Siezieniewski   | 1981          | 199           | przyjmujący  |
| 15 | Michał Stępień        | 1987          | 200           | środkowy     |
| 18 | Mateusz Gorzewski     | 1987          | 196           | przyjmujący  |

| Nr | Imię i nazwisko       | Rok urodzenia | Wzrost (w cm) | Pozycja      |
| -- | --------------------- | ------------- | ------------- | ------------ |
| 1  | Michał Kozłowski      | 1985          | 191           | rozgrywający |
| 5  | Mykoła Karzow         | 1976          | 204           | środkowy     |
| 6  | Damian Domonik        | 1985          | 205           | środkowy     |
| 7  | Petr Zapletal         | 1977          | 194           | rozgrywający |
| 8  | Marcin Mierzejewski   | 1982          | 182           | libero       |
| 9  | Wojciech Serafin      | 1978          | 197           | przyjmujący  |
| 10 | Eugen Bakumovski      | 1980          | 194           | przyjmujący  |
| 11 | Marcin Nowak          | 1975          | 215           | środkowy     |
| 12 | Bartosz Kurek         | 1988          | 205           | atakujący    |
| 13 | Jakub Jarosz          | 1987          | 195           | przyjmujący  |
| 14 | Marcel Gromadowski    | 1985          | 201           | atakujący    |
| 16 | Arkadiusz Świechowski | 1987          | 205           | środkowy     |
| 18 | Konrad Małecki        | 1979          | 200           | przyjmujący  |

| Nr | Imię i nazwisko    | Rok urodzenia | Wzrost (w cm) | Pozycja      |
| -- | ------------------ | ------------- | ------------- | ------------ |
| 1  | Sinan Cem Tanık    | 1980          | 200           | przyjmujący  |
| 2  | Wojciech Grzyb     | 1981          | 204           | środkowy     |
| 3  | Marcin Lubiejewski | 1981          | 205           | atakujący    |
| 5  | Paweł Zagumny      | 1977          | 200           | rozgrywający |
| 7  | Paweł Kuciński     | 1973          | 193           | libero       |
| 9  | Patryk Czarnowski  | 1985          | 201           | środkowy     |
| 11 | Michał Ruciak      | 1983          | 190           | przyjmujący  |
| 13 | Michał Kubiak      | 1988          | 191           | przyjmujący  |
| 14 | Paweł Papke        | 1977          | 196           | atakujący    |
| 15 | Richard Lambourne  | 1975          | 190           | libero       |
| 16 | Piotr Lipiński     | 1979          | 195           | rozgrywający |
| 17 | Marcin Możdżonek   | 1985          | 211           | środkowy     |
| 18 | Michał Bąkiewicz   | 1981          | 197           | przyjmujący  |

| Nr | Imię i nazwisko       | Rok urodzenia | Wzrost (w cm) | Pozycja      |
| -- | --------------------- | ------------- | ------------- | ------------ |
| 1  | Bartosz Gawryszewski  | 1985          | 201           | środkowy     |
| 2  | Krzysztof Gierczyński | 1976          | 193           | przyjmujący  |
| 3  | Piotr Gacek           | 1978          | 185           | libero       |
| 4  | Piotr Nowakowski      | 1987          | 205           | środkowy     |
| 6  | Marcin Wika           | 1983          | 193           | przyjmujący  |
| 7  | Paweł Woicki          | 1983          | 183           | rozgrywający |
| 9  | Adrian Patucha        | 1983          | 193           | atakujący    |
| 10 | Riley Salmon          | 1976          | 197           | przyjmujący  |
| 11 | Brook Billings        | 1980          | 196           | atakujący    |
| 12 | Michał Żuk            | 1985          | 195           | przyjmujący  |
| 13 | Andrzej Stelmach      | 1972          | 200           | rozgrywający |
| 15 | Phil Eatherton        | 1974          | 207           | środkowy     |
| 17 | Jakub Oczko           | 1981          | 193           | rozgrywający |
| 18 | Robert Szczerbaniuk   | 1977          | 199           | środkowy     |